# Ута Шмук
Ута Шмук (нім. Uta Schmuck, 19 серпня 1949) — німецька плавчиня.
Срібна медалістка Олімпійських Ігор 1968 року.